# Československá basketbalová liga 1989-1990
La Československá basketbalová liga 1989-1990 è stata la 62ª edizione del massimo campionato cecoslovacco di pallacanestro maschile. La vittoria finale è stata ad appannaggio dello Zbrojovka Brno.

## Risultati

### Stagione regolare
|     | Squadra           | G  | V  | P  | PF   | PS   | Pt. | Qualificazione |
| --- | ----------------- | -- | -- | -- | ---- | ---- | --- | -------------- |
| 1.  | Zbrojovka Brno    | 36 | 26 | 10 | 3349 | 2865 | 62  | playoff        |
| 2.  | Sparta ČKD Praga  | 36 | 24 | 12 | 3046 | 2916 | 60  | playoff        |
| 3.  | Inter Bratislava  | 36 | 21 | 15 | 3024 | 2839 | 57  |                |
| 4.  | Tatran Ostrava    | 36 | 20 | 16 | 3074 | 2960 | 57  |                |
| 5.  | VŠ Praga          | 36 | 20 | 16 | 3197 | 3124 | 56  |                |
| 6.  | Baník Prievidza   | 36 | 19 | 17 | 2902 | 2880 | 55  |                |
| 7.  | VŠDS Žilina       | 36 | 19 | 17 | 2979 | 2965 | 55  |                |
| 8.  | Pardubice         | 36 | 13 | 23 | 2983 | 3108 | 49  |                |
|     |                   |    |    |    |      |      |     |                |
| 9.  | Baník Handlová    | 34 | 20 | 14 | 2695 | 2596 | 54  |                |
| 10. | Chemosvit         | 34 | 16 | 18 | 2572 | 2562 | 50  |                |
| 11. | Slávia TU Košice  | 34 | 10 | 24 | 2401 | 2730 | 44  |                |
| 12. | Slavoj Litoměřice | 34 | 3  | 31 | 2439 | 3116 | 37  | retrocesso     |

### Playoff
| Squadra 1      | Risultato | Squadra 2        |
| -------------- | --------- | ---------------- |
| Zbrojovka Brno | 3 - 2     | Sparta ČKD Praga |

| Československá basketbalová liga 1989-1990 |
| ------------------------------------------ |
| Zbrojovka Brno 20º titolo                  |

## Formazione vincitrice
| N° | Naz.                      | Ruolo | Sportivo        |  | Alt. |  |
| -- | ------------------------- | ----- | --------------- |  | ---- |  |
|    | Cecoslovacchia (bandiera) | GA    | Josef Jelínek   |  | 197  |  |
|    | Cecoslovacchia (bandiera) | AC    | Leoš Krejčí     |  | 208  |  |
|    | Cecoslovacchia (bandiera) | C     | Jiří Okáč       |  | 217  |  |
|    | Cecoslovacchia (bandiera) | C     | Jan Svoboda     |  | 204  |  |
|    | Cecoslovacchia (bandiera) | AC    | Julius Michalík |  | 208  |  |
|    | Cecoslovacchia (bandiera) |       | Jeřábek         |  |      |  |
|    | Cecoslovacchia (bandiera) |       | Pavel Harásek   |  |      |  |
|    | Cecoslovacchia (bandiera) |       | Buňák           |  |      |  |
|    | Cecoslovacchia (bandiera) |       | Martin Šibal    |  |      |  |
|    | Cecoslovacchia (bandiera) |       | Pelikán         |  |      |  |
|    | Cecoslovacchia (bandiera) |       | Müller          |  |      |  |
|    | Cecoslovacchia (bandiera) |       | Hudeček         |  |      |  |
|    | Cecoslovacchia (bandiera) |       | Brtník          |  |      |  |
|    | Cecoslovacchia (bandiera) |       | Konečný         |  |      |  |
|    | Cecoslovacchia (bandiera) | All.  | Jan Kozák       |  |      |  |

## Fonti
- Ing. Pavel Šimák: Historie československého basketbalu v číslech (1932-1985), Basketbalový svaz ÚV ČSTV, květen 1985, 174 stran
- Ing. Pavel Šimák: Historie československého basketbalu v číslech, II. část (1985-1992), Česká a slovenská basketbalová federace, březen 1993, 130 stran
- Juraj Gacík: Kronika československého a slovenského basketbalu (1919-1993), (1993-2000), vydáno 2000, 1. vyd, slovensky, BADEM, Žilina, 943 stran
- Jakub Bažant, Jiří Závozda: Nebáli se své odvahy, Československý basketbal v příbězích a faktech, 1. díl (1897-1993), 2014, Olympia, 464 stran